# Pseudo-riemannsche Mannigfaltigkeit
Eine pseudo-riemannsche Mannigfaltigkeit oder semi-riemannsche Mannigfaltigkeit ist ein mathematisches Objekt aus der (pseudo-)riemannschen Geometrie. Sie ist eine Verallgemeinerung der schon früher definierten riemannschen Mannigfaltigkeit und wurde von Albert Einstein für seine allgemeine Relativitätstheorie eingeführt. Benannt ist sie nach Bernhard Riemann, dem Begründer der riemannschen Geometrie. Ein Spezialfall der pseudo-riemannschen sind einsteinsche Mannigfaltigkeiten.

## Definition
Mit {\displaystyle T_{p}M} wird im Folgenden der Tangentialraum an einem Punkt {\displaystyle p} einer differenzierbaren Mannigfaltigkeit {\displaystyle M} bezeichnet. Eine pseudo-riemannsche Mannigfaltigkeit {\displaystyle (M,g)} ist eine differenzierbare Mannigfaltigkeit {\displaystyle M} zusammen mit einer für jeden Punkt {\displaystyle p\in M} definierten Funktion {\displaystyle g_{p}\colon T_{p}M\times T_{p}M\to \mathbb {R} }. Diese Funktion ist tensoriell, symmetrisch und nicht ausgeartet, das heißt für alle Tangentialvektoren {\displaystyle u,\ v,\ w\in T_{p}M} und Funktionen {\displaystyle a,\ b\in C^{\infty }(M)} gilt
1. {\displaystyle g_{p}(a_{p}{u}+b_{p}{v},w)=a_{p}\,g_{p}(u,w)+b_{p}\,g_{p}(v,w)} (tensoriell d. h. bilinear),
2. {\displaystyle g_{p}(u,v)=g_{p}(v,u)} (symmetrisch),
3. falls für {\displaystyle u\in T_{p}M} gilt, dass {\displaystyle g_{p}(u,v)=0} für alle {\displaystyle v\in T_{p}M}, so folgt {\displaystyle u=\mathbf {0} }.

Außerdem ist {\displaystyle g_{p}} differenzierbar abhängig von {\displaystyle p}. Die Funktion {\displaystyle g} ist also ein differenzierbares Tensorfeld  und heißt pseudo-riemannsche Metrik oder metrischer Tensor.

## Signatur
Wie jeder gewöhnlichen Bilinearform kann man auch der pseudo-riemannschen Metrik eine Signatur zuordnen. Diese ist aufgrund des Trägheitssatzes von Sylvester unabhängig von der Wahl des Koordinatensystems auf der Mannigfaltigkeit und damit auch unabhängig von der Wahl des Punktes {\displaystyle p\in M}. Wie bei der Determinante gibt es zu gegebener „Physik“ zahlreiche äquivalente Ausdrücke. Aber da {\displaystyle g} nicht ausgeartet ist, ist der dritte Eintrag in der Signatur immer null und die Determinante von {\displaystyle g} ist immer ungleich null. Vierdimensionale pseudo-riemannsche Mannigfaltigkeiten mit der Signatur (3,1,0) (beziehungsweise meist (1,3,0)) heißen Lorentz-Mannigfaltigkeiten. Diese spielen eine wichtige Rolle in der allgemeinen Relativitätstheorie.

## Pseudo-riemannsche Geometrie
Im Unterschied zu pseudo-riemannschen Metriken sind die riemannschen Metriken positiv definit, was eine stärkere Forderung als „nicht ausgeartet“ ist. Einige Resultate aus der riemannschen Geometrie lassen sich auch auf pseudo-riemannsche Mannigfaltigkeiten übertragen. So gilt zum Beispiel der Hauptsatz der riemannschen Geometrie auch für pseudo-riemannsche Mannigfaltigkeiten. Es existiert also für jede pseudo-riemannsche Mannigfaltigkeit ein eindeutiger Levi-Civita-Zusammenhang. Jedoch im Gegensatz zur riemannschen Geometrie kann man nicht zu jeder differenzierbaren Mannigfaltigkeit eine Metrik mit vorgegebener Signatur finden.
Ein weiterer wichtiger Unterschied zwischen riemannscher und pseudo-riemannscher Geometrie ist das Fehlen eines Äquivalents für den Satz von Hopf-Rinow in der pseudo-riemannschen Geometrie. Im Allgemeinen sind hier metrische Vollständigkeit und geodätische Vollständigkeit nicht miteinander verknüpft. Durch die Signatur der Metrik ergeben sich außerdem Probleme für die Stetigkeit der Abstandsfunktion. So kann die Abstandsfunktion für Lorentzmannigfaltigkeiten die Eigenschaft aufweisen, nicht oberhalbstetig zu sein.

## Definitionsvariante
Abweichend von der obigen Definition unterscheidet Serge Lang semi-riemannsche von pseudo-riemannschen Mannigfaltigkeiten und verlangt für erstere zusätzlich, dass {\displaystyle g_{p}} positiv semidefinit sei, das heißt  {\displaystyle g_{p}(X,X)\geq 0} für alle {\displaystyle X\in T_{p}M}.

## Lorentzsche Mannigfaltigkeit
Eine lorentzsche Mannigfaltigkeit ist ein wichtiger Spezialfall einer pseudo-riemannschen Mannigfaltigkeit, bei der die Signatur der Metrik (+1, (-1)(n-1 mal)) oder (äquivalent, (-1 +1(n-1 mal)) ist (siehe Vorzeichenkonvention). Solche Metriken werden lorentzsche Metriken genannt. Sie sind nach dem niederländischen Physiker Hendrik Lorentz benannt.